# Tôn Đức Thắng
Pour les articles homonymes, voir Thang.
Tôn Đức Thắng, né le 20 août 1888 à Long Xuyên et mort le 30 mars 1980 à Hanoï, est un homme d'État vietnamien.

## Biographie
Il aurait travaillé en France comme ouvrier mécanicien à Toulon pendant la Première Guerre mondiale, faisant partie des 50 000 travailleurs vietnamiens envoyés en métropole depuis la colonie. De retour au pays, il monte un syndicat clandestin à l'origine de la grève ouvrière déclenchée en août 1925 contre l'intervention française en Chine[Quoi ?]. Il adhère en 1926 à l'Association de la jeunesse révolutionnaire du Viêt Nam (en) (Thanh niên) fondée par Nguyễn Ái Quốc à Canton. Il assure la liaison entre la colonie et le Parti communiste français.
Il est le second — après Hô Chi Minh — et dernier président de la république démocratique du Viêt Nam (Viêt Nam du Nord) entre 1969 et 1976 et le premier président de la république socialiste du Viêt Nam (Viêt Nam réunifié) entre 1976 et 1980. À la mort de  Hô Chi Minh, il devient chef d'État en titre du Viêt Nam du Nord, alors que la guerre du Viêt Nam fait toujours rage. Après le retrait des Américains et la chute de Saïgon, il demeure président du Viêt Nam réunifié, jusqu'à sa mort en 1980 à l'âge de 91 ans. Son épouse est morte en 1974[réf. nécessaire].